# Zvon Dominik
Zaniklý zvon Dominik z r. 1891 z katedrály svatého Víta, Václava a Vojtěcha na Pražském hradě byl vyroben v dílně Diepoldů. Zvon vznikl přelitím staršího zvonu z r. 1556 od Tomáše Jaroše z Brna. Zvon byl zrekvírován za první světové války.

## Rozměry
- Dolní průměr: 122 cm.
- Výška: 93 cm.

## Popiszvonu
- Nápis: CAMPANA HAEC DOMINICUS PRIMUM ANNO MDLVI PER THOMAM JAROS BRUNENSEM FACTA MODO A JOSEPHO DIEPOLDO PRAGAE TRANSFUSA EST. ANNO DOM. MDCCCXXXXI.

## Zajímavosti
Zvon dostal jméno podle toho, že se jím vyzvánělo vždy v neděli (latinsky dominica).